# چگالی طیفی نویز
در ارتباطات، چگالی طیفی نویز (به انگلیسی: noise spectral density) (اختصاری اِن‌اس‌دی)، چگالی توان نویز (به انگلیسی: noise power density)، چگالی طیفی توان نویز (به انگلیسی: noise power spectral density)، یا به سادگی چگالی نویز (به انگلیسی: noise density) (N0) چگالی طیفی توان نویز یا توان نویز در واحد پهنای‌باند است. دارای بُعد توان بر فرکانس است که واحد SI آن وات بر هرتز (معادل وات‌ثانیه یا ژول) است. معمولاً در بودجه‌های لینک به‌عنوان مخرج نسبت‌های مهم عدد شایستگی، مانند نسبت حامل-به-تراکم‌نویز و همچنین Eb/N0 و Es/N0 استفاده می‌شود.
اگر نویز، نویز سفید یک‌طرفه باشد، یعنی با فرکانس ثابت باشد، آنگاه توان کل نویز N که روی پهنای‌باند B یکپارچه شده است {\textstyle N=BN_{0}} (برای نویز سفید دوطرفه، پهنای باند دوبرابر می‌شود، بنابراین {\textstyle N=BN_{0}/2} است). این در محاسبات نسبت سیگنال به نویز استفاده می‌شود.
برای نویز حرارتی، چگالی طیفی آن با {\displaystyle N_{0}=kT} داده می‌شود، که در آن k ثابت بولتزمن برحسب ژول بر کلوین، و T دمای نویز سامانه گیرنده برحسب کلوین است.
چگالی طیفی دامنه نویز (به انگلیسی: noise amplitude spectral density)، ریشه دوم چگالی طیفی توان نویز است و در واحدی مانند {\displaystyle \mathrm {V} /{\sqrt {\mathrm {Hz} }}} است.